# ارکی-اسون تور
ارکی-اسون تور (استونیایی: Erkki-Sven Tüür؛ زادهٔ ۱۶ اکتبر ۱۹۵۹) آهنگساز اهل استونی است.
وی از ۱۹۷۶ تا ۱۹۸۰ نواختن فلوت، سازهای کوبه‌ای و آهنگسازی را زیرنظر یان راتس در آکادمی موسیقی و تئاتر استونی و سپس ۱۹۸۰ تا ۱۹۸۴
به صورت خصوصی زیرنظر لپو سومرا آموخت.